# Тютюн справжній
Тютюн справжній (Nicotiana tabacum) — вид рослин роду тютюн (Nicotiana).
Рослина культивується, саме з нього роблять тютюнові вироби.

## Ботанічний опис
Однорічна рослина заввишки до 3 м.
Стебло тверде, гіллясте.
Прикореневі листки овально-еліптичні, стеблові — лопатеподібні або подовжені. Поверхня листка ворсиста, смолиста.
Суцвіття вузьке. Квітки трубчасті або лійкоподібні, правильні, з п'ятьма лопатями, рожево-білі. Віночок завдовжки 5-8 см.
Плід — подовгаста коробочка.

## Поширення
Батьківщиною тютюну вважаються Болівія та Перу, у Європу його завезли експедиції Христофора Колумба. Рослина тютюну (Nicotiana tabacum) і сполука (C10H14N2) названі на честь Жана Ніко, французького посла, який відправив насіння тютюну в Париж. Сирий нікотин, сполука була отримана в очищеній формі в 1828 році, правильна молекулярна формула була розроблена в 1843 році, а перший лабораторний синтез був проведений в 1904 році.
Основні райони культурного обробітку — Північна Америка, Китай, Індія, Мала Азія. В Україні вирощують переважно у південних та західних областях.

## Практичне використання
Тютюн вирощується для отримання сировини, що використовується у тютюнових виробах. Тютюн — рослина теплолюбна, оптимальна температура для нього близько 30 °C. Для нього підходять сильно зволожені, легкі, сипучі піщані ґрунти зі злегка кислою реакцією. Розмножують насінням, вирощуючи з них розсаду, яку потім висаджують у ґрунт.
Основний елемент тютюну — нікотин — названий на честь Жана Ніко — французького посла у Португалії, у 1560 році надіслав насіння тютюну в Париж.
Нікотин міститься у всіх частинах рослини, крім зрілих насінин, але найбільша концентрація — у листі, яке і є сировиною для лікарських препаратів. Сам нікотин сучасна медицина з лікувальною метою не використовує, зате широко застосовує нікотинову кислоту, одержувану при окисленні нікотину хромовою кислотою. Нікотинова кислота входить у комплекс вітаміну B. Вона використовується для лікування діареї, дерматиту та інших захворювань шкіри, лікування серця, травних органів, глоситу, стоматиту. Окрім того, нікотинова кислота застосовується при ускладненнях, що зустрічаються при лікуванні сульфамідними препаратами. У східній медицині тютюн застосовують як глистогінний засіб. Прихильники гомеопатії припускають, що тютюн допомагає від морської хвороби, різних болів та при епілепсії.
Нікотин є надзвичайно токсичним. Деякі з речовин, що містяться у тютюні, канцерогени. Тому куріння тютюну є небезпечним для здоров'я.